# Antonio Spallino
Antonio Spallino (Como, 1 april 1925 - Carimate, 27 september 2017) was een Italiaans schermer.
Spallino nam tweemaal deel aan de Olympische Zomerspelen en won één maal de gouden medaille met het floret team en één maal zilver met het team. In 1956 won hij individueel het brons. Spallino won met het team drie wereldtitels.

## Resultaten

### Olympische Zomerspelen
| Jaar | Plaats    | Resultaten         |
| ---- | --------- | ------------------ |
| 1952 | Helsinki  | floret team        |
| 1956 | Melbourne | floret team floret |

### Wereldkampioenschappen schermen
| Jaar | Plaats       | Resultaten  |
| ---- | ------------ | ----------- |
| 1949 | Caïro        | floret team |
| 1953 | Brussel      | floret team |
| 1954 | Luxemburg    | floret tean |
| 1955 | Rome         | floret team |
| 1957 | Parijs       | floret team |
| 1958 | Philadelphia | floret team |

1904: Fonst, Díaz, Van Zo Post ·
1920: Baldi, Costantino, A. Nadi, N. Nadi, Olivier, Puliti, Speciale, Terlizzi ·
1924: Cattiau, Coutrot, de Luget, Ducret, Gaudin, Jobier, Labatut, Perotaux ·
1928: Chiavacci, Gaudini, Guaragna, Pessina, Pignotti, Puliti ·
1932: Bondoux, Bougnol, Cattiau, Gardère, Lemoine, Piot ·
1936: Bocchino, Di Rosa, Gaudini, Guaragna, Marzi, Verratti ·
1948: Bonin, Bougnol, de Buhan, Lataste, d'Oriola, Rommel ·
1952: de Buhan, Lataste, Netter, Noël, d'Oriola, Rommel ·
1956: Bergamini, Carpaneda, Di Rosa, Lucarelli, Mangiarotti, Spallino ·
1960: Midler, Roedov, Sissikin, Svesjnikov, Zjdanovitsj ·
1964: Midler, Sissikin, Sjarov, Svesjnikov, Zjdanovitsj ·
1968: Berolatti, Dimont, Magnan, Noël, Revenu ·
1972: Dąbrowski, Godel, Kaczmarek, Koziejowski, Woyda ·
1976: Bach, Behr, Hein, Reichert, Sens-Gorius ·
1980: Bonin, Boscherie, Flament, Jolyot, Pietruszka ·
1984: Borella, Cerioni, Cipressa, Numa, Scuri ·
1988: Aptsiaoeri, Ibragimov, Koretsky, Mamedov, Romankov ·
1992: Koch, Schreck, Wagner, Weidner, Weißenborn ·
1996: Mamedov, Pavlovitsj, Sjevtsjenko ·
2000: Ferrari, Guyart, Lhotellier, Plumenail ·
2004: Cassarà, Sanzo, Vanni, Zennaro ·
2012: Valerio Aspromonte, Avola, Baldini, Cassarà ·
2016: Achmatchoezin, Safin, Tsjeremisinov ·
2020: Le Péchoux, Lefort, Mertine, Pauty ·
2024: Iimura, Matsuyama, Shikine, Nagano